# Jaime de Almeida (calciatore 1920)
Jaime de Almeida (São Fidélis, 28 agosto 1920 – Lima, 11 maggio 1973) è stato un calciatore e allenatore di calcio brasiliano, di ruolo difensore.

## Carriera

### Club
La sua carriera fu legata principalmente a un solo club, quello del Flamengo di Rio de Janeiro, ove militò per oltre dieci anni. Dopo un periodo di due anni, in gioventù, trascorso nell'Atlético Mineiro di Belo Horizonte, entrò a far parte in pianta stabile nella rosa del Flamengo, in cui superò di gran lunga le trecento presenze, segnando più di trenta reti; una volta terminata la sua attività agonistica, fu tecnico della stessa società carioca in svariate occasioni, per la maggior parte delle quali durante un breve lasso di tempo.

### Nazionale
Fruttuosa fu la sua esperienza internazionale: partecipò difatti a tre edizioni del Campeonato Sudamericano de Football, vincendone una (Uruguay 1942) e assommando 15 partite con la selezione nazionale, con un gol all'attivo.

## Palmarès

### Giocatore

#### Club

##### Competizioni nazionali
- Torneio Início do Rio de Janeiro: 1

Flamengo: 1946
- Campionato Carioca: 4

Flamengo: 1939, 1942, 1943, 1944

#### Nazionale
- Campeonato Sudamericano de Football: 1

Uruguay 1942